# 偉進航運
偉進航運(集團)有限公司，是一間香港的航運公司，曾在1981年香港交易所上市。主要經營航運產業，其後因為80年代航運惡化迹象，現時由品質國際取代上市，之後在1998年結業。

## 外部連結
- 偉進航運資料 （页面存档备份，存于）